# Região autônoma

Países com pelo menos uma região autônoma.

Chama-se região autônoma (português brasileiro) ou autónoma (português europeu) a área de um país que possui algum grau de autonomia ou liberdade de qualquer autoridade externa. Tipicamente, costuma ser geograficamente distinto do país a que pertence, ou é povoado por uma minoria nacional. Países que incluem diversas regiões autônomas costumam ser federações. As regiões autônomas podem ainda ser dividas em autonomias territoriais, autonomias pessoais (autonomia cultural) e autonomias locais.
Podem também se tratar de regiões do país que necessitam destaque em relação ao restante do território, como metrópoles ou regiões remotas.

## Regiões autônomas pelo mundo
Para uma melhor compreensão, segue uma lista de regiões autônomas encontrados pelo mundo:
| País                      | Denominação regional Denominação em português            | Região |
| ------------------------- | -------------------------------------------------------- | --- |
| Argentina                 | ciudad autonoma Cidade autônoma                          | Buenos Aires |
| Azerbaijão                | muxtar respublika República autônoma                     | Naquichevão |
| Bósnia e Herzegovina      | Entitet Entitade                                         | Federação da Bósnia e Herzegovina · República Srpska |
| Camboja                   | krong Município autônomo                                 | Phnom Penh · Sihanoukville · Pailin · Kep |
| República Centro-Africana | commune autonome Cidade autônoma                         | Bangui |
| China (PRC)               | zìzhìqū Região autônoma                                  | Guangxi · Mongólia Interior · Ningxia · Xinjiang · Tibete |
| China (PRC)               | tèbié xíngzhèngqū Região administrativa especial         | Hong Kong · Macau |
| Comores                   | Estado                                                   | Grande Comore · Mohéli · Anjouan |
| Dinamarca                 | Região autônoma                                          | Ilhas Faroé · Groenlândia |
| Finlândia                 | itsehallinnollinen maakunta Província autônoma           | Aland |
| Geórgia                   | avtonomiuri respublika República autônoma                | Adjara |
| Grécia                    | região autônoma                                          | Monte Athos |
| Guiné-Bissau              | Sector autônomo                                          | Região de Bissau |
| Indonésia                 | daerah istimewa special region                           | Aceh · Yogyakarta · Papua · Jakarta |
| Iraque                    | região autônoma                                          | Curdistão iraquiano |
| Itália                    | regione autonoma região autônoma                         | Vale d'Aosta · Friuli-Venezia Giulia · Sardenha · Sicília · Trentino-Alto Adige/Südtirol |
| Coreia do Sul             | teukbyeol jachido província autónoma                     | Jeju-do |
| Madagascar                | faritany mizakatena província autónoma                   | Todas as seis províncias são caracterizadas como autônomas (mizakatena). |
| Maurícia                  | província autónoma                                       | Rodrigues |
| Myanmar                   | estado                                                   | Estado de Wa |
| Moldávia                  | unitate teritorială autonomă autonomous territorial unit | Găgăuzia · Transnistria |
| Nicarágua                 | regione autónoma autonomous region                       | Región Autónoma del Atlántico Norte · Región Autónoma del Atlántico Sur |
| Paquistão                 | Islami-Jamhouriyat-e-Kashmir região autônoma             | Azad Kashmir |
| Papua-Nova Guiné          | província autónoma                                       | Bougainville |
| Filipinas                 | região autônoma                                          | Mindanao muçulmano |
| Portugal                  | região autónoma                                          | Região Autónoma dos Açores · Região Autónoma da Madeira |
| Rússia                    | respublika república                                     | Adygea · Altai · Bashkortostan · Buryatia · Chechnya · Chuvashia · Dagestan · Ingushetia · Kabardino-Balkaria · Kalmykia · Karachay-Cherkessia · Karelia · Khakassia · Komi · Mari El · Mordovia · North Ossetia-Alania · Sakha (Yakutia) · Tatarstan · Tuva · Udmurtia · Crimeia |
| Rússia                    | avtonomnaya oblast província autónoma                    | Óblast Autônomo Judaico |
| Rússia                    | avtonomny okrug autonomous subject-level district        | Agin-Buryat · Chukotka · Khanty-Mansi · Nenets · Yamalo-Nenets |
| São Tomé e Príncipe       | concelho província                                       | (Príncipe) |
| Sérvia                    | província autónoma                                       | Kosovo · Vojvodina |
| Espanha                   | comunidad autónoma comunidade autónoma                   | Andaluzia · Aragão · Astúrias · Baleares · País Basco · Canárias · Cantábria · Castela e Leão · Castela-Mancha · Catalunha · Estremadura · Galiza · La Rioja · Madrid · Múrcia · Navarra · Comunidade Valenciana                                                                  |
| Espanha                   | ciudad autónoma cidade autônoma                          | Ceuta · Melilla |
| Sudão                     |                                                          | Sul do Sudão · Autoridade Regional de transição de Darfur |
| Tajiquistão               | vilaiete mukhtor província autónoma                      | Gorno-Badakhshan |
| Tanzânia                  | governo revolucionário                                   | Zanzibar |
| Tokelau                   | Comunidade Autónoma                                      | Atafu · Fakaofo · Nukunonu |
| Reino Unido               | país constituinte (com devolução)                        | Irlanda do Norte · Escócia · País de Gales |
| Uzbequistão               | respublika república                                     | Caracalpaquistão |
| Uzbequistão               | shahar cidade autônoma                                   | Tasquente |

### Iraque
O Curdistão iraquiano é a única região que conquistou internacionalmente reconhecimento oficial como uma entidade autônoma federal do Iraque.

### Paquistão
O Pachtunistão é a única região que conquistou internacionalmente reconhecimento oficial como entidade autônoma do país.

### China
A República Popular da China possui quatro tipos de regiões autônomas:

#### Bandeira autônoma
Encontrada apenas na forma de subdivisões da Mongólia Interior; na prática, corresponde aos condados autônomos (ver abaixo).

#### Condado autônomo
O tipo mais numeroso de região autônoma da China, encontrados tanto dentro como fora das prefeituras e regiões autônomas de maior tamanho.

#### Região autônoma
É a subdivisão administrativa de primeira grandeza do país; existem cinco:
- Região Administrativa da Mongólia Interior
- Região Autônoma do Tibete
- Região Autônoma de Ningxia Hui
- Região Autônoma Uigur de Xinjiang
- Região Autônoma Zhuang de Guangxi

#### Região administrativa especial
Embora não seja nominalmente autônoma, na prática, as regiões administrativas especiais da República Popular da China, Hong Kong e Macau, desfrutam de grande autonomia.

### Rússia
Além de suas repúblicas, que, por definição, possuem alto grau de autonomia, a Rússia tem dois tipos de regiões autônomas:

#### Okrugautônomo
Okrug é uma transliteração de um termo muito utilizado nos idiomas eslavos que costuma ser traduzido como "distrito". O tamanho dos okrugs, no entanto, varia muito mais do que o das áreas normalmente identificadas como distritos. No momento, o país possui quatro okrugs autônomos.

#### Oblastautônomo
Oblast é uma transliteração de um termo muito utilizado nos idiomas eslavos que costuma ser traduzido como "província". Atualmente existe apenas um oblast autônomo: o Oblast Autônomo Judaico.

### Outros países
Outros tipos de regiões autónomas existentes no mundo são:
Lima (província) em Peru, é a única região autónoma desse pais.

#### Cidade autônoma
Quatro cidades são designadas formalmente pelo governo de seus países como autônomas: Bruxelas, capital da Bélgica; Buenos Aires, capital da Argentina; Tashkent, capital do Uzbequistão; e os exclaves espanhóis de Ceuta e Melilla.

#### Comuna autônoma
Bangui, capital da República Centro-Africana, é descrita como uma comuna autônoma (em francês: commune autonome).

#### Comunidade autônoma
As regiões nas quais as províncias da Espanha estão agrupadas são conhecidas como comunidades autônomas (em espanhol: comunidades autónomas), da mesma maneira que os três atóis que constituem o território neozelandês de Toquelau.

#### Província autônoma
Seis países denominam formalmente áreas de seus territórios como províncias autônomas:
- As ilhas Åland, parte da Finlândia;
- As duas províncias de Trento (ou Trentino) e Bolzano (ou Tirol do Sul), na Itália;
- A província de Bougainville, na Papua Nova Guiné;
- Jeju-do, uma ilha na costa da Coreia do Sul;
- As províncias sérvias do Kosovo[9] e Voivodina.

#### Região autônoma
Além das regiões autônomas da China, mencionadas anteriormente, diversas outras áreas do mundo são descritas formalmente por seus governos como regiões autônomas:
- As regiões autónomas das Ilhas Faroé e da Groenlândia,[10][11] pertencentes à Dinamarca;
- Rodrigues, uma dependência autônoma das Ilhas Maurício.
- O Curdistão iraquiano;
- As três regiões autônomas da Índia;
- As cinco "regiões autônomas com estatuto especial" na Itália: Sicília, Sardenha, Trentino-Tirol do Sul, Vale de Aosta e Friuli-Venezia Giulia;
- As duas regiões autônomas de Portugal (Açores e Madeira);
- Monte Atos, na Grécia;
- Zelaya, na Nicarágua;
- A Região Autônoma no Mindanao Muçulmano, dentro das Filipinas;
- Nunatsiavut, região autônoma dos inuítes na província canadense de Terra Nova e Labrador
- Nisga'a, na Colúmbia Britânica, e Tli Cho nos Territórios do Noroeste possuem um governo autônomo como resultado de diversos tratados.

#### Setor autônomo
A região de Bissau, onde se localiza a capital da Guiné-Bissau, Bissau, é descrita como um "sector autónomo".

## Históricas
Historicamente, existiram diversas regiões autônomas ao redor do mundo:
- Os bantustões da África do Sul e Namíbia, durante o regime de apartheid
- A Rutênia Subcárpata e a Eslováquia, dentro da Tchecoslováquia (1938-1939)
- O Grão-Ducado da Finlândia
- A Província Autônoma Húngara

## Outras
Outras regiões que são autônomas por natureza, porém não nominalmente, são algumas das áreas designadas para os povos indígenas, como por exemplo alguns dos ameríndios:
- As reservas dos indígenas nativo-americanos, nos Estados Unidos, e membros das Primeiras Nações First Nations, no Canadá.
- As cinco comarcas indígenas do Panamá.

Se eleito, o partido Action démocratique du Québec ("Ação democrática do Quebec"), atualmente o principal partido de oposição na província canadense do Quebec tem prometido lutar para fazer da província uma região autônoma dentro da confederação canadense.